# Sääksjärvi (sjö, lat 62,35, long 28,32)
Sääksjärvi är en sjö i Finland. Den ligger i kommunerna Varkaus, Leppävirta och Heinävesi i landskapen Norra Savolax och Södra Savolax, i den sydöstra delen av landet, 300 km nordost om huvudstaden Helsingfors. Sääksjärvi ligger 107,4 meter över havet. I omgivningarna runt Sääksjärvi växer i huvudsak barrskog. Den är 17,9 meter djup. Arean är 1,25 kvadratkilometer och strandlinjen är 15,5 kilometer lång. Sjön  ingår i Vuoksens huvudavrinningsområde. 